# Oldřich Tista z Hedčan

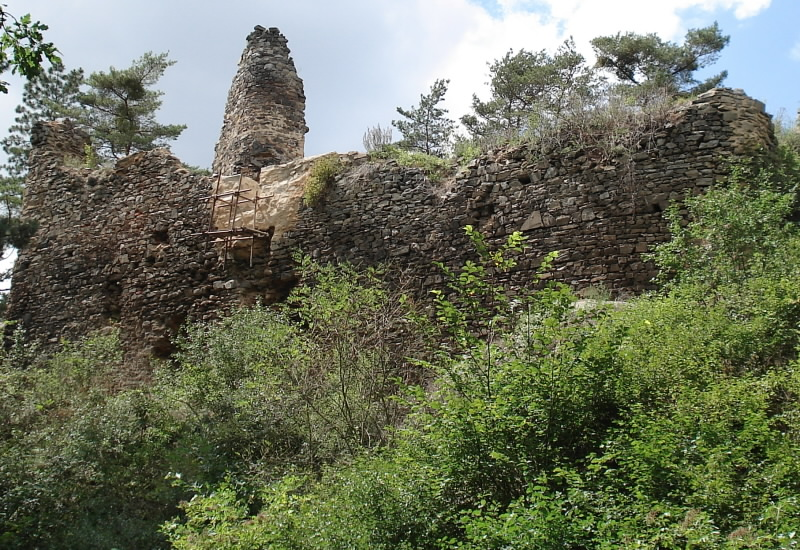
Zřícenina hradu Libštejna; východní palác

Oldřich Tista z Hedčan také Oldřich Tista z Libštejna (14. století? – 1379?) byl český šlechtic, purkrabí na královském hradu Bezděz a jeden z projektantů staveb pro Karla IV.

## Život a dílo
O jeho životě se nedochovalo mnoho informací. Narodil se nejspíš v první polovině 14. století ve vsi Hedčany na Plzeňsku, kterou později i vlastnil. Vesnici založili polští váleční zajatci z kmene Hedčanů, které do Čech přivedl v roce 1039 kníže Břetislav I. po svém válečném vpádu do Polska.
V letech 1354 až 1374, během vlády Karla IV., působil ve funkci purkrabího na Bezděz. Titulem magister fabriciae byl pověřen králem zejména stavbou dvou významných děl v severních Čechách. Dozoroval stavbu hraničního hradu Karlsfried v Žitavských horách, střežícího přeshraniční kupeckou stezku mezi Čechami a Lužicí. Hrad, ležící deset kilometrů severně od hradu Lemberka a devět kilometrů jižně od Žitavy, dokončil v roce 1357. Do dnešních dnů se dochovala pouze jeho zřícenina. Dále založil Velký rybník pod hradem Bezděz, který dokončil v roce 1366.
Před rokem 1367 si vystavěl na skalnatém ostrohu nad Berounkou hrad Libštejn, podle kterého se začal psát. Měl syna Oldřicha, jenž hrad Libštejn prodal před koncem 14. století Albrechtovi z Kolovrat. Zemřel nejpozději roku 1379.
Do roku 1945 nesla jeho jméno motorová loď Hynek na Máchově jezeře.